# Isabelle Olivier
Isabelle Olivier (* 1964) ist eine französische Jazzmusikerin (Harfe, Komposition).

## Leben und Wirken
Olivier studierte zunächst Naturwissenschaften, bevor sie ihr Studium auf der keltischen Harfe am Konservatorium in Valle de Chevreuse 1984 absolvierte. Anschließend wendete sie sich der Konzertharfe zu und studierte am Nationalkonservatorium in Lyon, wo sie 1988 mit Auszeichnung abging.
Olivier wendete sich dem Jazz zu und spielte zunächst im Quartett (Au Pied, La Mer !), dann zehn Jahre lang mit Louis Moutin und Nicolas Krassik in der Gruppe Océan, mit der 2000 und 2004 Alben entstanden. Dann arbeitete sie solistisch und auf dem Album Island # 41 (2005) auch im Duo gemeinsam mit dem Elektroniker Olivier Sens. Im Laufe ihres Werdegangs erforschte sie zudem interdisziplinäre Verbindungen innerhalb der Künste und verschiedene Musikstile wie die Imaginäre Folklore. So erhielt sie 2017 vom Art Institute of Chicago den Auftrag, eine musikalische Antwort auf Paul Gauguins Keramiken, Kunsthandwerk und Druckgrafik zu komponieren und anlässlich der Ausstellung Gauguin the alchemist aufzuführen.
Olivier hat bisher (Stand 2025) zwölf Alben mit eigenen Kompositionen aufgenommen und ist in 25 Länder gereist, um gemeinsame und interaktive Projekte zu präsentieren. Dabei arbeitete sie mit Künstlern wie Agnès Varda, Peter Erskine, Rez Abbasi, Thomas Beuf, David Binney, Tommy Crane, Norma Winstone und Guillaume Séguron.
Der Pianist und Akkordeonist Tom Olivier-Beuf und der Elektroniker Raphael Olivier sind Oliviers Söhne. Seit 1993 unterrichtete sie außerdem Harfe an der Kunstschule von Marcoussis (Frankreich) und gibt Meisterkurse.

## Preise und Auszeichnungen
Olivier wurde als erste Komponistin 2015 mit dem Preis der Villa Le Nôtre in Versailles ausgezeichnet. 2023 war sie drei Monate lang Artist in Residence in der Villa Albertine in New Orleans.

## Diskographische Hinweise
- My Foolish Harp (yellowbird 2009, mit Youn Sun Nah, Louis Sclavis, David Venitucci, Peter Erskine)[4]
- Dodecasongs (Enja 2012, mit Tam de Villiers sowie Alexandra Grimal, Catherine Delaunay, Sébastien Texier, Didier Lockwood, David Linx, Beñat Achiary, Mônica Passos, Norma Winstone, Michel Benita, Marc Buronfosse, Eivind Opsvik, Joe Quitzke, Fabrice Moreau, Peter Erskine u. a.)
- Isabelle Olivier / Rez Abassi: Oasis (Enja 2020)
- Impressions (Rewound Echo 2024)[5]